# NGC 2878
NGC 2878 é uma galáxia espiral (Sa) localizada na direcção da constelação de Hydra. Possui uma declinação de +02° 05' 24" e uma ascensão recta de 9 horas, 25 minutos e 47,4 segundos.
A galáxia NGC 2878 foi descoberta em 28 de Março de 1864 por Albert Marth.